# Grande Prêmio da Alemanha de 1993
Resultados do Grande Prêmio da Alemanha de Fórmula 1 realizado em Hockenheim em 25 de julho de 1993. Décima etapa da temporada, nele o francês Alain Prost, da Williams-Renault, conquistou a última vitória de sua carreira.

## Classificação

### Treinos classificatórios
| Pos    | Nº | Piloto               | Construtor              | Voltas   | Tempo/Diferença | Grid    |
| ------ | -- | -------------------- | ----------------------- | -------- | --------------- | ------- |
| 1      | 2  | Alain Prost          | Williams-Renault        | 1:39.046 | 1:38.748        | —       |
| 2      | 0  | Damon Hill           | Williams-Renault        | 1:40.211 | 1:38.905        | + 0.157 |
| 3      | 5  | Michael Schumacher   | Benetton-Ford           | 1:39.640 | 1:39.580        | + 0.832 |
| 4      | 8  | Ayrton Senna         | McLaren-Ford            | 1:40.642 | 1:39.616        | + 0.868 |
| 5      | 26 | Mark Blundell        | Ligier-Renault          | 1:40.279 | 1:40.135        | + 1.387 |
| 6      | 25 | Martin Brundle       | Ligier-Renault          | 1:40.916 | 1:40.855        | + 2.107 |
| 7      | 6  | Riccardo Patrese     | Benetton-Ford           | 1:41.101 | 1:41.292        | + 2.353 |
| 8      | 10 | Aguri Suzuki         | Footwork-Mugen/Honda    | 1:41.138 | 1:41.220        | + 2.390 |
| 9      | 28 | Gerhard Berger       | Ferrari                 | 1:41.290 | 1:41.242        | + 2.494 |
| 10     | 27 | Jean Alesi           | Ferrari                 | 1:41.304 | 1:41.726        | + 2.556 |
| 11     | 9  | Derek Warwick        | Footwork-Mugen/Honda    | 1:42.977 | 1:41.449        | + 2.701 |
| 12     | 7  | Michael Andretti     | McLaren-Ford            | 1:41.531 | 1:42.468        | + 2.783 |
| 13     | 12 | Johnny Herbert       | Lotus-Ford              | 1:41.564 | 1:42.970        | + 2.816 |
| 14     | 29 | Karl Wendlinger      | Sauber                  | 1:41.922 | 1:41.642        | +2.894  |
| 15     | 11 | Alessandro Zanardi   | Lotus-Ford              | 1:41.858 | 1:43.561        | + 3.110 |
| 16     | 20 | Erik Comas           | Larrousse-Lamborghini   | 1:42.086 | 1:41.945        | + 3.197 |
| 17     | 14 | Rubens Barrichello   | Jordan-Hart             | 1:42.152 | 1:42.025        | + 3.277 |
| 18     | 30 | J. J. Lehto          | Sauber                  | 1:42.845 | 1:42.032        | + 3.284 |
| 19     | 4  | Andrea de Cesaris    | Tyrrell-Yamaha          | 1:43.471 | 1:42.203        | + 3.455 |
| 20     | 23 | Christian Fittipaldi | Minardi-Ford            | 1:42.658 | 1:44.058        | + 3.910 |
| 21     | 3  | Ukyo Katayama        | Tyrrell-Yamaha          | 1:46.709 | 1:42.682        | + 3.934 |
| 22     | 24 | Pierluigi Martini    | Minardi-Ford            | 1:42.786 | 1:43.353        | + 4.038 |
| 23     | 19 | Philippe Alliot      | Larrousse-Lamborghini   | 1:42.912 | 1:42.910        | + 4.162 |
| 24     | 15 | Thierry Boutsen      | Jordan-Hart             | 1:43.476 | 1:43.007        | + 4.259 |
| 25     | 22 | Luca Badoer          | Scuderia Italia-Ferrari | 1:43.345 | 1:44.641        | + 4.597 |
| 26     | 21 | Michele Alboreto     | Scuderia Italia-Ferrari | 1:44.198 | 1:44.166        | + 5.418 |
| Fonte: |    |                      |                         |          |                 |         |

### Corrida
| Pos    | Nº | Piloto               | Construtor              | Voltas | Tempo/Diferença   | Grid | Pontos |
| ------ | -- | -------------------- | ----------------------- | ------ | ----------------- | ---- | ------ |
| 1      | 2  | Alain Prost          | Williams-Renault        | 45     | 1:18:40.885       | 1    | 10     |
| 2      | 5  | Michael Schumacher   | Benetton-Ford           | 45     | + 16.664          | 3    | 6      |
| 3      | 26 | Mark Blundell        | Ligier-Renault          | 45     | + 59.349          | 5    | 4      |
| 4      | 8  | Ayrton Senna         | McLaren-Ford            | 45     | + 1:08.229        | 4    | 3      |
| 5      | 6  | Riccardo Patrese     | Benetton-Ford           | 45     | + 1:31.516        | 7    | 2      |
| 6      | 28 | Gerhard Berger       | Ferrari                 | 45     | + 1:34.754        | 9    | 1      |
| 7      | 27 | Jean Alesi           | Ferrari                 | 45     | + 1:35.841        | 10   |        |
| 8      | 25 | Martin Brundle       | Ligier-Renault          | 44     | + 1 volta         | 6    |        |
| 9      | 29 | Karl Wendlinger      | Sauber                  | 44     | + 1 volta         | 14   |        |
| 10     | 12 | Johnny Herbert       | Lotus-Ford              | 44     | + 1 volta         | 13   |        |
| 11     | 23 | Christian Fittipaldi | Minardi-Ford            | 44     | + 1 volta         | 20   |        |
| 12     | 19 | Philippe Alliot      | Larrousse-Lamborghini   | 44     | + 1 volta         | 23   |        |
| 13     | 25 | Thierry Boutsen      | Jordan-Hart             | 44     | + 1 volta         | 24   |        |
| 14     | 24 | Pierluigi Martini    | Minardi-Ford            | 44     | + 1 volta         | 22   |        |
| 15     | 0  | Damon Hill           | Williams-Renault        | 43     | Pneus             | 2    |        |
| 16     | 21 | Michele Alboreto     | Scuderia Italia-Ferrari | 43     | +2 voltas         | 26   |        |
| 17     | 9  | Derek Warwick        | Footwork-Mugen/Honda    | 42     | +3 voltas         | 11   |        |
| Ret    | 14 | Rubens Barrichello   | Jordan-Hart             | 34     | Rolamento de roda | 17   |        |
| Ret    | 3  | Ukyo Katayama        | Tyrrell-Yamaha          | 28     | Semieixo          | 21   |        |
| Ret    | 30 | J. J. Lehto          | Sauber                  | 22     | Rodou             | 18   |        |
| Ret    | 11 | Alessandro Zanardi   | Lotus-Ford              | 19     | Rodou             | 15   |        |
| Ret    | 10 | Aguri Suzuki         | Footwork-Mugen/Honda    | 9      | Colisão           | 8    |        |
| Ret    | 7  | Michael Andretti     | McLaren-Ford            | 4      | Colisão           | 12   |        |
| Ret    | 22 | Luca Badoer          | Scuderia Italia-Ferrari | 4      | Suspensão         | 25   |        |
| Ret    | 4  | Andrea de Cesaris    | Tyrrell-Yamaha          | 1      | Câmbio            | 19   |        |
| Ret    | 20 | Erik Comas           | Larrousse-Lamborghini   | 0      | Câmbio            | 16   |        |
| Fonte: |    |                      |                         |        |                   |      |        |

## Tabela do campeonato após a corrida
| Pos.   | Piloto             | Pontos |
| ------ | ------------------ | ------ |
| 1      | Alain Prost        | 77     |
| 2      | Ayrton Senna       | 50     |
| 3      | Michael Schumacher | 36     |
| 4      | Damon Hill         | 28     |
| 5      | Riccardo Patrese   | 11     |
| Fonte: |                    |        |

| Pos.   | Equipe           | Pontos |
| ------ | ---------------- | ------ |
| 1      | Williams-Renault | 105    |
| 2      | McLaren-Ford     | 53     |
| 3      | Benetton-Ford    | 47     |
| 4      | Ligier-Renault   | 19     |
| 5      | Ferrari          | 10     |
| Fonte: |                  |        |

- Nota: Somente as primeiras cinco posições estão listadas.